# Endecamera palea
Endecamera palea är en ringmaskart som beskrevs av Zottoli 1982. Endecamera palea ingår i släktet Endecamera och familjen Ampharetidae. Inga underarter finns listade i Catalogue of Life.